# Semriach
Semriach è un comune austriaco di 3 328 abitanti nel distretto di Graz-Umgebung, in Stiria; ha lo status di comune mercato (Marktgemeinde).